# مقاطعة تبريز

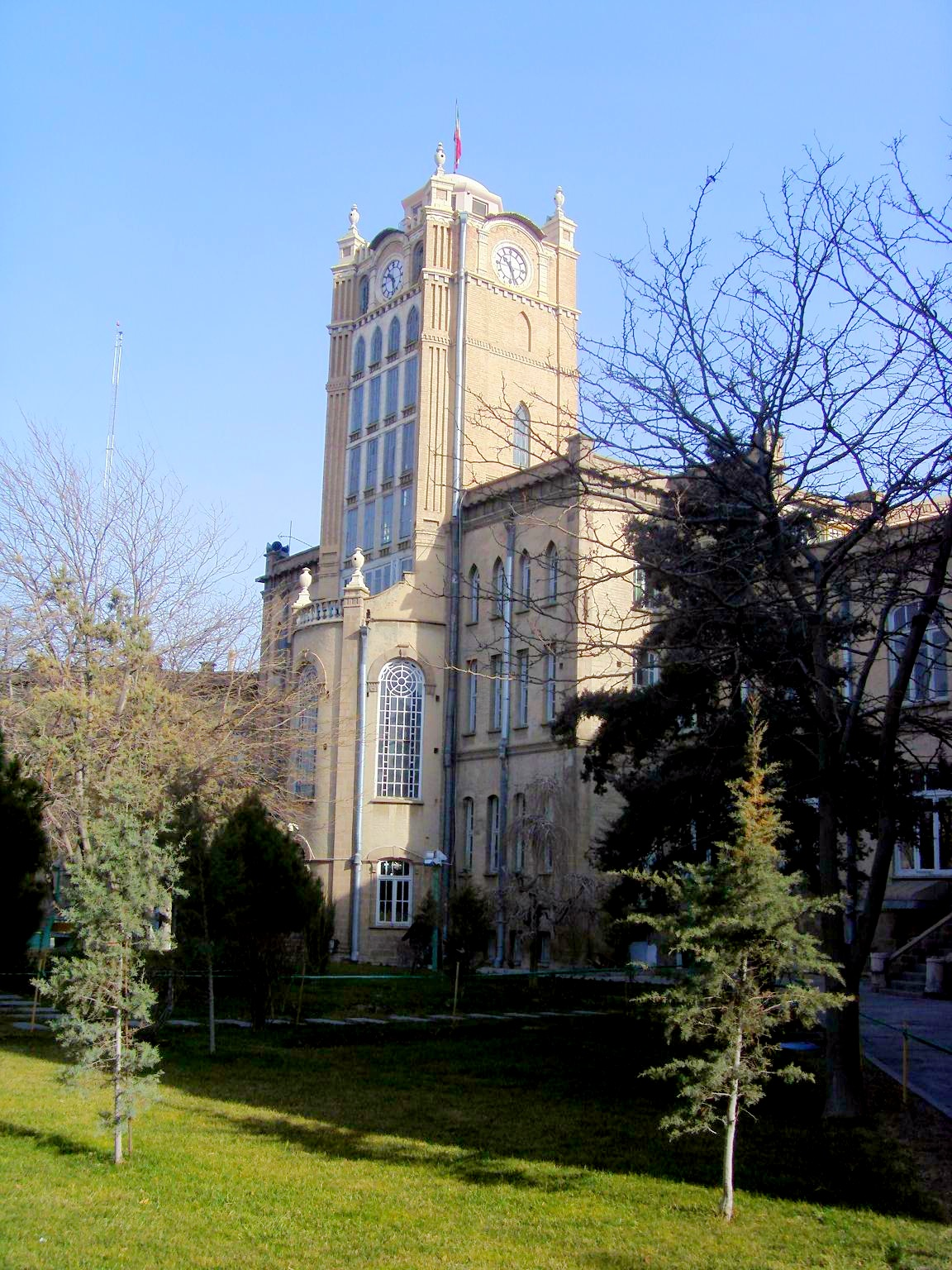
مبنى بلدية تبريز

مقاطعة تبريز (بالفارسية: شهرستان تبریز) هي إحدى مقاطعات محافظة أذربيجان الشرقية في إيران، وعاصمتها هي مدينة تبريز، التي هي أيضاً عاصمة المحافظة بأكملها.
تتكون مقاطعة تبريز من الأقسام الإدارية التالية:
- تبريز
- اسكو
- آذرشهر
- ایلخچی
- بستان آباد